# Distrito de Ntcheu
El distrito de Ntcheu es uno de los veintisiete distritos de Malaui y uno de los nueve de la región Central. Cubre un área de 3.324 km² y alberga una población de 659 608 personas. La capital es Ntcheu.
- Datos: Q797937